# 紫云镇
紫云镇，是中华人民共和国河南省许昌市襄城县下辖的一个乡镇级行政单位。

## 行政区划
紫云镇下辖以下地区：
孙祠堂村、石庙羊村、塔王庄村、张道庄村、坡刘村、侯堂村、方庄村、古庄村、谢庄村、马赵村、孟沟村、黄柳西村、黄柳南村、黄柳东村、杨湾村、侯庄村、张村、宁庄村、万楼村、雪楼村、刘楼村、张庄村、道庄村、雷洞村、大庙李村和马涧沟村。